# Yahoo Search Marketing
Yahoo Search Marketing (vormals Overture Services) ist ein internationaler Anbieter kommerzieller Suchdienste im Internet mit Sitz in Pasadena (Kalifornien), USA. Das Unternehmen ist ein Teil der US-amerikanischen Muttergesellschaft Yahoo.

## Unternehmensgeschichte und -strategie
Über die Suchmaschinen und Portale wie AltaVista, MSN, Yahoo und viele weitere bringt Yahoo Search Marketing Unternehmen, die über das Internet Produkte anbieten, mit potenziellen Kunden, die aktiv nach Produkten und Dienstleistungen suchen, in Echtzeit zusammen. Das heißt, dass ein Unternehmer seinem Produkt gewisse Schlagwörter (bzw. Suchwörter) zuweist. Sucht ein Nutzer einer der o. g. Suchmaschinen dann nach einem der festgelegten Suchwörter erscheint durch Keyword-Advertising die Anzeige des Unternehmens. Klickt der Nutzer dann auf eine derartige, zumeist Textanzeige, rechnet Yahoo Search Marketing einen zuvor bestimmten Betrag ab. Dies ist dem Prinzip des Konkurrenten Google AdWords sehr ähnlich.
Das Unternehmen wurde 1998 gegründet und gilt als Pionier im Bereich Suchmaschinenmarketing. Angefangen hatte alles mit Goto.com. Hier erfand man das Prinzip des sogenannten P4P (Pay for Performance). Später unter dem Namen Overture wurde es den wachsenden Suchmaschinen möglich, Geld für die reinen Suchergebnisse zu erhalten. Dabei bezahlten Firmen dafür, dass ihre Internetseiten am weitesten oben platziert gefunden werden können. Im Jahr 2003 wurde Overture von einem seiner größten Kunden aufgekauft. Yahoo machte den Deal für 1,7 Milliarden US-Dollar. Anfangs noch unverändert wurde Overture später umstrukturiert und im Zuge der Vereinigung in Yahoo Search Marketing umbenannt.
Seit Mitte 2012 werden die Märkte Deutschland, Österreich und Schweiz über Microsofts Werbe-Plattform Bing Ads abgewickelt. Die Werbe-Kampagnen wurden seinerzeit zuerst automatisch auf Microsoft Advertising adCenter konvertiert, die Plattform dann später in Bing Ads umbenannt. Diese hat sich bezüglich der Bedienung und dem Funktionsumfang offenbar stark an Google AdWords orientiert und bietet auch einen direkten Import von Google AdWords an.
Mittlerweile werden Niederlassungen in den USA, Europa, Asien, Australien und Südamerika unterhalten. Die Unternehmenszentrale befindet sich in Pasadena, USA. Der Hauptsitz außerhalb der USA ist Dublin, Irland.